# Europameisterschaften im Gewichtheben 1979
Die 58. Europameisterschaften im Gewichtheben der Männer fanden vom 19. bis 27. Mai 1979 in der bulgarischen Stadt Warna statt. 

## Ergebnisse

### Klasse bis 52 kg (Fliegengewicht)
| Disziplin | Gold              | Gold     | Silber         | Silber   | Bronze         | Bronze   |
| --------- | ----------------- | -------- | -------------- | -------- | -------------- | -------- |
| Reißen    | Alexander Woronin | 110,0 kg | Stefan Leletko | 102,5 kg | Tadeusz Golik  | 100,0 kg |
| Stoßen    | Alexander Woronin | 135,0 kg | Béla Oláh      | 132,5 kg | Stefan Leletko | 130,0 kg |
| Zweikampf | Alexander Woronin | 245,0 kg | Stefan Leletko | 232,5 kg | Béla Oláh      | 232,5 kg |

- Woronin bewältigte im Reißen 110,5 kg , aber auf Grund der 2,5-Kilogramm-Regel gingen 110 kg in die Wertung ein.
- Woronin bewältigte im Stoßen in einem zusätzlichen Versuch 142 kg.

### Klasse bis 56 kg (Bantamgewicht)
| Disziplin | Gold               | Gold         | Silber             | Silber   | Bronze           | Bronze   |
| --------- | ------------------ | ------------ | ------------------ | -------- | ---------------- | -------- |
| Reißen    | Tadeusz Dembończyk | 115,0 kg 000 | Anton Kodzhabashev | 115,0 kg | Leszek Skorupa   | 110,0 kg |
| Stoßen    | Anton Kodzhabashev | 147,5 kg 000 | Tadeusz Dembończyk | 145,0 kg | Imre Stefanovics | 142,5 kg |
| Zweikampf | Anton Kodzhabashev | 262,5 kg     | Tadeusz Dembończyk | 260,0 kg | Imre Stefanovics | 252,5 kg |

- Dembończyk bewältigte im Reißen in einem zusätzlichen Versuch 118 kg.

### Klasse bis 60 kg (Federgewicht)
| Disziplin | Gold               | Gold         | Silber         | Silber   | Bronze          | Bronze   |
| --------- | ------------------ | ------------ | -------------- | -------- | --------------- | -------- |
| Reißen    | Nikolai Kolesnikow | 127,5 kg 000 | Georgi Todorow | 125,0 kg | Marek Seweryn   | 122,5 kg |
| Stoßen    | Nikolai Kolesnikow | 165,0 kg 000 | László Száraz  | 152,5 kg | Marian Grigoras | 150,0 kg |
| Zweikampf | Nikolai Kolesnikow | 292,5 kg     | Georgi Todorow | 272,5 kg | Marian Grigoras | 270,0 kg |

- Kolesnikow bewältigte im Stoßen 166 kg , aber auf Grund der 2,5-Kilogramm-Regel gingen 165 kg in die Wertung ein.

### Klasse bis 67,5 kg (Leichtgewicht)
| Disziplin | Gold         | Gold         | Silber        | Silber   | Bronze        | Bronze   |
| --------- | ------------ | ------------ | ------------- | -------- | ------------- | -------- |
| Reißen    | Janko Russew | 145,0 kg 000 | Joachim Kunz  | 140,0 kg | Gunter Ambraß | 137,5 kg |
| Stoßen    | Janko Russew | 177,5 kg 000 | Gunter Ambraß | 175,0 kg | Joachim Kunz  | 175,0 kg |
| Zweikampf | Janko Russew | 322,5 kg     | Joachim Kunz  | 315,0 kg | Gunter Ambraß | 312,5 kg |

- Kunz bewältigte im Reißen in einem zusätzlichen Versuch 145,5 kg , diesen konterte Russew mit 146,0 kg .
- Russew bewältigte im Stoßen in einem zusätzlichen Versuch 181,5 kg .

### Klasse bis 75 kg (Mittelgewicht)
| Disziplin | Gold          | Gold     | Silber           | Silber   | Bronze             | Bronze   |
| --------- | ------------- | -------- | ---------------- | -------- | ------------------ | -------- |
| Reißen    | Jordan Mitkow | 155,0 kg | Nedeltscho Kolew | 150,0 kg | Peter Wenzel       | 150,0 kg |
| Stoßen    | Jordan Mitkow | 190,0 kg | Nedeltscho Kolew | 187,5 kg | Dragomir Cioroslan | 185,0 kg |
| Zweikampf | Jordan Mitkow | 345,0 kg | Nedeltscho Kolew | 337,5 kg | Peter Wenzel       | 332,5 kg |

### Klasse bis 82,5 kg (Leichtschwergewicht)
| Disziplin | Gold            | Gold         | Silber           | Silber   | Bronze           | Bronze   |
| --------- | --------------- | ------------ | ---------------- | -------- | ---------------- | -------- |
| Reißen    | Blagoj Blagoew  | 172,5 kg     | Paweł Rabczewski | 155,0 kg | András Stark     | 150,0 kg |
| Stoßen    | Jurik Wardanjan | 207,5 kg 000 | Blagoj Blagoew   | 207,5 kg | Paweł Rabczewski | 197,5 kg |
| Zweikampf | Blagoj Blagoew  | 380,0 kg     | Paweł Rabczewski | 352,5 kg | Dušan Poliačik   | 340,0 kg |

### Klasse bis 90 kg (Mittelschwergewicht)
| Disziplin | Gold          | Gold         | Silber        | Silber   | Bronze            | Bronze   |
| --------- | ------------- | ------------ | ------------- | -------- | ----------------- | -------- |
| Reißen    | Péter Baczakó | 165,0 kg 000 | Walery Schary | 165,0 kg | Ferenc Antalovics | 160,0 kg |
| Stoßen    | Rolf Milser   | 222,5 kg     | Péter Baczakó | 205,0 kg | Walery Schary     | 205,0 kg |
| Zweikampf | Rolf Milser   | 382,5 kg 000 | Péter Baczakó | 370,0 kg | Walery Schary     | 370,0 kg |

### Klasse bis 100 kg (1. Schwergewicht)
| Disziplin | Gold         | Gold         | Silber          | Silber   | Bronze            | Bronze   |
| --------- | ------------ | ------------ | --------------- | -------- | ----------------- | -------- |
| Reißen    | David Rigert | 180,0 kg     | Pawel Syrtschin | 172,5 kg | Plamen Asparuchow | 170,0 kg |
| Stoßen    | David Rigert | 222,5 kg 000 | Pawel Syrtschin | 220,0 kg | János Sólyomvári  | 205,0 kg |
| Zweikampf | David Rigert | 402,5 kg     | Pawel Syrtschin | 392,5 kg | Plamen Asparuchow | 375,0 kg |

- Rigert bewältigte im Stoßen in einem zusätzlichen Versuch 226 kg.

### Klasse bis 110 kg (2. Schwergewicht)
| Disziplin | Gold        | Gold     | Silber              | Silber   | Bronze      | Bronze   |
| --------- | ----------- | -------- | ------------------- | -------- | ----------- | -------- |
| Reißen    | Pavel Khek  | 175,0 kg | Krassimir Drandarow | 172,5 kg | Juri Saizew | 172,5 kg |
| Stoßen    | Juri Saizew | 227,5 kg | Krassimir Drandarow | 217,5 kg | Peter Käks  | 215,0 kg |
| Zweikampf | Juri Saizew | 400,0 kg | Krassimir Drandarow | 390,0 kg | Peter Käks  | 385,0 kg |

### Klasse über 110 kg (Superschwergewicht)
| Disziplin | Gold             | Gold     | Silber        | Silber   | Bronze          | Bronze   |
| --------- | ---------------- | -------- | ------------- | -------- | --------------- | -------- |
| Reißen    | Sultan Rachmanow | 195,0 kg | Gerd Bonk     | 185,0 kg | Rudolf Strejček | 180,0 kg |
| Stoßen    | Jürgen Heuser    | 242,5 kg | Gerd Bonk     | 242,5 kg | Rudolf Strejček | 210,0 kg |
| Zweikampf | Gerd Bonk        | 427,5 kg | Jürgen Heuser | 422,5 kg | Rudolf Strejček | 390,0 kg |